# Диди-Самсари
Диди-Самсари (груз. დიდი სამსარი, арм. Մեծ Սամսար) — село в Грузии, на территории Ахалкалакского муниципалитета края (мхаре) Самцхе-Джавахети.

## География
Село находится в южной части Грузии, на левом берегу реки Самсрисцкали (левый приток Баралетисцкали), на расстоянии приблизительно 16 километров (по прямой) к северо-востоку от города Ахалкалаки, административного центра муниципалитета. Абсолютная высота — 2007 метров над уровнем моря.

## Население
По результатам официальной переписи населения 2014 года, в Диди-Самсари проживало 337 человек (164 мужчины и 173 женщины). В национальной структуре населения армяне составляли 99,1 %, грузины — 0,6 %, русские — 0,3 %.
| Год  | Население, человек |
| ---- | ------------------ |
| 2002 | 379                |
| 2014 | ↘ 337              |